# Olympische Winterspiele 2010/Teilnehmer (Estland)
| Gelbes Symbol für Goldmedaillen mit stilisierten Olympischen Ringen | Graues Symbol für Silbermedaillen mit stilisierten Olympischen Ringen | Braundes Symbol für Bronzemedaillen mit stilisierten Olympischen Ringen |
| ------------------------------------------------------------------- | --------------------------------------------------------------------- | ----------------------------------------------------------------------- |
| —                                                                   | 1                                                                     | —                                                                       |

Estland nahm an den Olympischen Winterspielen 2010 im kanadischen Vancouver mit 30 Sportlern in fünf Sportarten teil. Somit war die Delegation die größte in der Geschichte der Nation.

## Flaggenträger
Der Biathlet Roland Lessing, der an seinen dritten Olympischen Winterspielen teilnimmt, trug die Flagge Estlands bei der Eröffnungsfeier. Die Skilangläuferin Kristina Šmigun-Vähi trug sie während der Abschlussfeier.

## Medaillenspiegel
| Rang | Sportart    | G | S | B | Gesamt |
| ---- | ----------- | - | - | - | ------ |
| 1    | Skilanglauf | 0 | 1 | 0 | 1      |

## Medaillengewinner

### Silber
| Name                 | Sportart    | Wettkampf                        |
| -------------------- | ----------- | -------------------------------- |
| Kristina Šmigun-Vähi | Skilanglauf | Skilanglauf 10 km Freistil Damen |

## Teilnehmer nach Sportarten

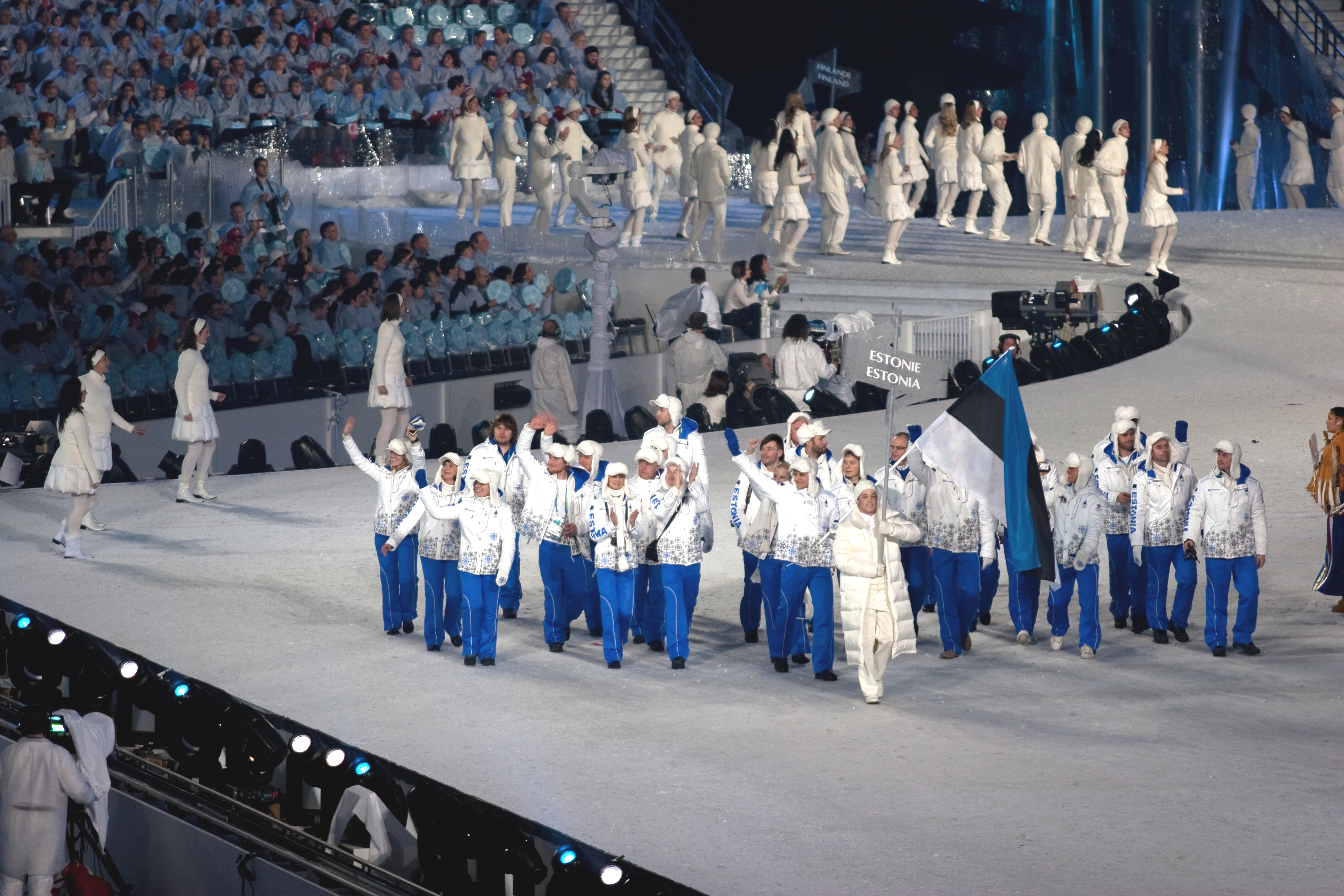
Estlands Delegation bei der Eröffnungsfeier in Vancouver.

### Biathlon
| Männer - Martten Kaldvee 10 km Sprint: 74. Platz 20 km Einzel: 81. Platz - Kauri Kõiv 10 km Sprint: 48. Platz 12,5 km Verfolgung: 50. Platz 20 km Einzel: 44. Platz 4 × 7,5-km-Staffel: 14. Platz - Roland Lessing 10 km Sprint: 74. Platz 20 km Einzel: 65. Platz 4 × 7,5-km-Staffel: 14. Platz - Indrek Tobreluts 10 km Sprint: 31. Platz 12,5 km Verfolgung: 48. Platz 4 × 7,5-km-Staffel: 14. Platz - Priit Viks 10 km Sprint: 62. Platz 20 km Einzel: 20. Platz 4 × 7,5-km-Staffel: 14. Platz | Frauen - Sirli Hanni 7,5 km Sprint: 84. Platz 4 × 6-km-Staffel: 18. Platz - Kadri Lehtla 7,5 km Sprint: 64. Platz 15 km Einzel: 45. Platz 4 × 6-km-Staffel: 18. Platz - Eveli Saue 7,5 km Sprint: 55. Platz 10 km Verfolgung: DNF 15 km Einzel: 42. Platz 4 × 6-km-Staffel: 18. Platz - Kristel Viigipuu 7,5 km Sprint: 83. Platz 4 × 6-km-Staffel: 18. Platz |

### Eiskunstlauf
| Frauen - Jelena Glebova 21. Platz |

| Paarlauf - Maria Sergejeva & Ilja Glebov 19. Platz | Eistanz - Irina Štork & Taavi Rand 23. Platz |

### Ski Alpin
| Männer - Deyvid Operja Riesenslalom: 66. Platz Slalom: im ersten Lauf ausgeschieden | Frauen - Tiiu Nurmberg Riesenslalom: im ersten Lauf ausgeschieden Slalom: 42. Platz |

### Skilanglauf
| Männer - Kein Einaste Sprint klassisch: 9. Platz - Kaspar Kokk 30 km Doppelverfolgung: 42. Platz 4 × 10-km-Staffel: 14. Platz - Peeter Kümmel Sprint klassisch: 37. Platz Teamsprint Freistil: 16. Platz - Algo Kärp 4 × 10-km-Staffel: 14. Platz 50 km Massenstart (klassisch): 41. Platz - Jaak Mae 4 × 10-km-Staffel: 14. Platz 50 km Massenstart (klassisch): 30. Platz - Aivar Rehemaa 15 km Freistil: 51. Platz 30 km Doppelverfolgung: 37. Platz 4 × 10-km-Staffel: 14. Platz 50 km Massenstart (klassisch): 34. Platz - Anti Saarepuu Sprint klassisch: 42. Platz Teamsprint Freistil: 16. Platz - Timo Simonlatser Sprint klassisch: 25. Platz - Karel Tammjärv 15 km Freistil: 67. Platz 30 km Doppelverfolgung: 46. Platz - Andrus Veerpalu 50 km Massenstart (klassisch): 6. Platz | Frauen - Tatjana Mannima 10 km Freistil: 58. Platz 15 km Doppelverfolgung: 44. Platz 30 km klassisch: 42. Platz - Triin Ojaste Sprint klassisch: 37. Platz Teamsprint Freistil: 16. Platz - Kristina Šmigun-Vähi 10 km Freistil: Silber 15 km Doppelverfolgung: DNF 30 km klassisch: 28. Platz - Kaija Udras Sprint klassisch: 31. Platz 15 km Doppelverfolgung: DNF Teamsprint Freistil: 16. Platz |